# Gambusia nobilis
 Gambusia nobilis és un peix de la família dels pecílids i de l'ordre dels ciprinodontiformes.

## Morfologia
Els mascles poden assolir els 4,8 cm de longitud total.

## Distribució geogràfica
Es troba a Nord-amèrica: Texas i Nou Mèxic (Estats Units).